# Dorfkirche Loitsche

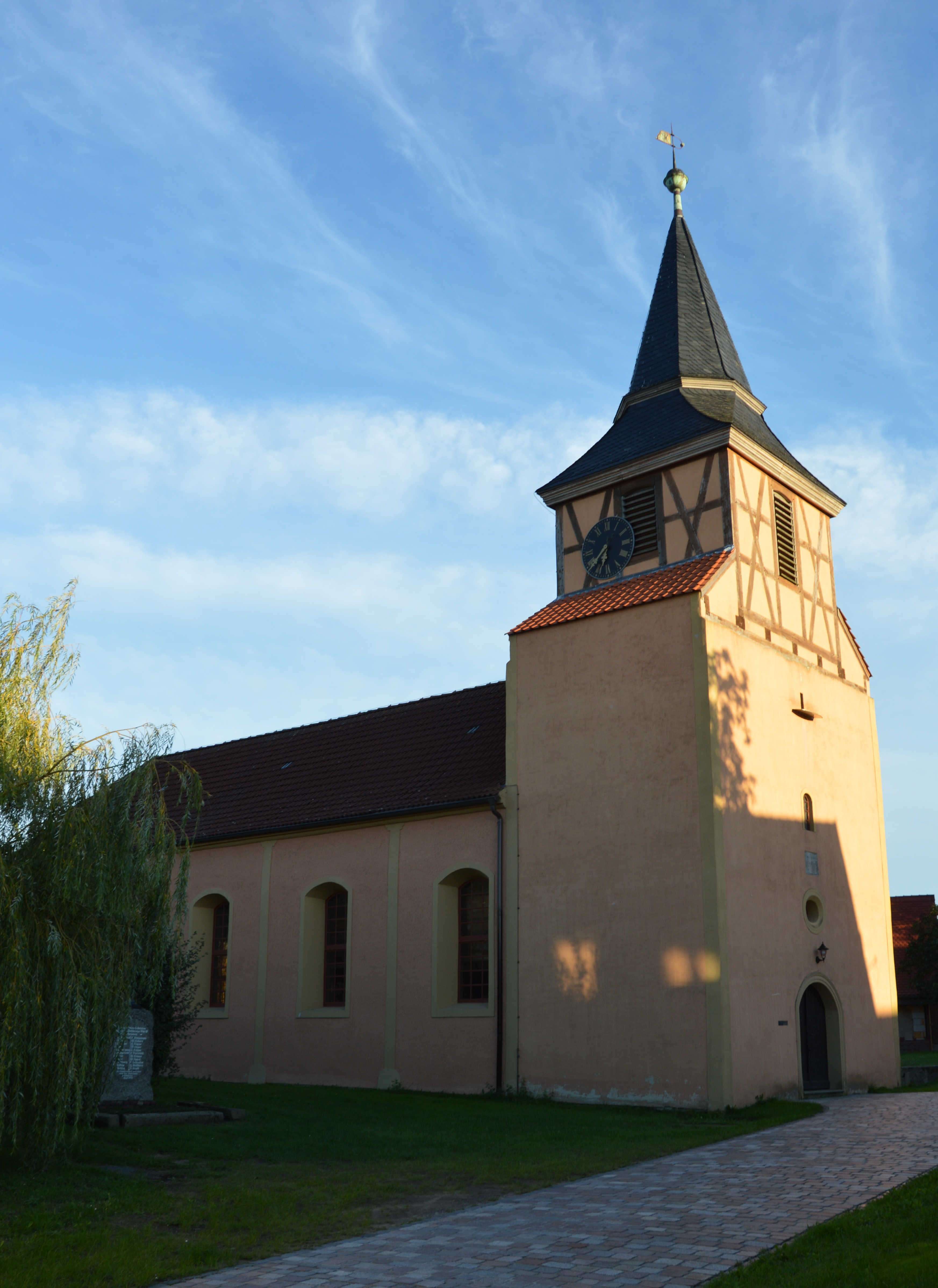
Dorfkirche Loitsche

Die Dorfkirche Loitsche ist die evangelische Kirche des Dorfes Loitsche in Sachsen-Anhalt.

## Lage
Sie befindet sich im Ortsteil Loitsche auf der Südseite der Stendaler Straße. Nördlich der Kirche steht das Kriegerdenkmal Loitsche, westlich der Pfarrhof Loitsche. Im örtlichen Denkmalverzeichnis ist er unter der Erfassungsnummer 094 75055 als Baudenkmal eingetragen.

## Architektur und Geschichte
Die schlichte, verputzte Kirche wurde im Jahr 1793 an der Stelle eines 1789 abgebrannten Vorgängerbaus errichtet. Das längliche Kirchenschiff mit rechteckigem Grundriss aus der Zeit des Barock ist mit großen Segmentbogenfenstern versehen und durch Lisenen einfach gegliedert. Der Chor an der Ostseite hat einen geraden Abschluss. Bedeckt ist das Schiff mit einem Krüppelwalmdach. An der Westseite des Kirchenschiffs befindet sich ein breiter auf den Vorgängerbau zurückgehender Kirchturm von 1683. 1795 wurde der Turm mit einem Aufsatz aus Fachwerk ergänzt und mit einem Spitzhelm bekrönt.
Im Kircheninneren befindet sich an der Westwand eine auf das Jahr 1683 datierte Inschrift, die noch vom Vorgängerbau stammt. Die Kirche wurde 1960 in ihrem Inneren umgestaltet. Dabei wurde die Hufeisenempore verkürzt und vereinfacht sowie die Ausstattung des Chors in Backstein erneuert.
Das neoromanische Orgelprospekt stammt aus dem letzten Drittel des 19. Jahrhunderts und wurde von R. Voigt aus Stendal geschaffen. Aus der Mitte bzw. der zweiten Hälfte des 19. Jahrhunderts stammt die neogotische Taufe in polygonaler Kelchform. Die Bronzeglocke der Kirche stammt aus dem Jahr 1790.
Im Pfarrgarten steht die Kuppa eines kelchförmigen mit Rundbogenfries versehenen romanischen Taufsteins. Darüber hinaus bestehen zwei barocke Inschriftengrabsteine. Darunter ein Stein für den 1693 verstorbenen Pfarrer Joh. Georgius Fabricius Wendeburg.